# Verrucaria inaspecta
Verrucaria inaspecta är en lavart som beskrevs av Miroslav Servít. Verrucaria inaspecta ingår i släktet Verrucaria, och familjen Verrucariaceae. Arten är reproducerande i Sverige.